# Kleiner Tornowsee
Der Kleine Tornowsee ist ein 3,97 Hektar umfassender See im Naturpark Märkische Schweiz auf der Gemarkung des Dorfes Pritzhagen, einem Ortsteil der Gemeinde Oberbarnim im Brandenburger Landkreis Märkisch-Oderland.
Das naturbelassene dystrophe Gewässer befindet sich nordöstlich von Buckow, dem Hauptort der Märkischen Schweiz, im Übergangsbereich des reliefstarken südöstlichen Barnimhangs zur Stobberniederung. Auf einer Höhe von 36,7 Metern ü. NN auf einer tertiären Scholle gelegen, folgt östlich in einer Entfernung von rund 250 Metern der 17 Meter tiefer gelegene Große Tornowsee. Über dem Kleinen Tornowsee endet die Wolfsschlucht, eine der Kehlen der Märkischen Schweiz, die zum See hin einen Schwemmkegel ausgebildet hat. 1670 wurde zur Entwässerung der Töpfergraben zum Stobber angelegt. Im Natura-2000-Verbund ist der See Teil des FFH-Gebietes „Tornowseen-Pritzhagener Berge“.

## Ersterwähnungen und Etymologie
Der Kleine Tornowsee wurde, soweit bekannt, erstmals 1300 in einer Urkunde, die in den von Hermann Krabbo und Georg Winter bearbeiteten und 1955 neu herausgegebenen Regesten der Markgrafen von Brandenburg aus askanischem Hause enthalten ist, erwähnt. In dieser Urkunde vom 19. November 1300, in der Markgraf Albrecht III. (Mitregent) dem Zisterzienserinnen-Kloster Friedland seinen Gesamtbesitz bestätigte, heißt es: […] item stagna apud prouesthagen iacencia, scilicet magnum Tornow et paruum Tornow; […]. Der See befand sich also im Hochmittelalter und zu Beginn der Neuzeit – bis zur Säkularisation 1540/46 – im Eigentum des Klosters und blieb auch in den folgenden Jahrhunderten weitgehend im Besitz der nachfolgenden Herrschaft Friedland. Das in der Urkunde genannte prouesthagen ist der alte Name von Pritzhagen.
1804 fand sich ein Eintrag als kl. Tornowsee, großer Tornow. Das Brandenburgische Namenbuch bezieht den Namen auf die altpolabische Grundform Tornov- = See, Ort bei dem Dornengestrüpp wächst zu torn = Dorn, Dornengestrüpp.

## Geographische Lage und Verkehrsanbindung
Der Kleine Tornowsee befindet sich in der südöstlichen Ecke der Gemarkung Pritzhagens, das Dorf selbst liegt rund ein Kilometer nordöstlich. Der Stobber fließt etwa fünfhundert Meter unterhalb des Südufers. Östlich des benachbarten Großen Tornowsees folgt am Fluss die Pritzhagener Mühle, an der 1994 im Rahmen eines groß angelegten Renaturierungsprojekts ein Fischpass als flachansteigende Rampe mit Feldsteineinbauten angelegt wurde. Die 1375 erstmals erwähnte Mühle gilt als älteste Gaststätte der Märkischen Schweiz. Der Stobber bildet zudem die Gemarkungsgrenze, das Gebiet südlich und östlich des Flusses gehört zu Buckow. Dabei liegt die alte Pritzhagener Mühle bereits auf Buckower, die Gaststätte hingegen noch auf Pritzhagener Gebiet. Am Nordufer des Großen Sees erstrecken sich die rund zehn Gebäude des Pritzhagener Wohnplatzes Tornow mit einem alten märkischen Herrenhaus im Zentrum. Heute befinden sich hier die sonderpädagogische „Schule am Tornowsee“ und das „Gästehaus Tornow am See“, das im Rahmen des Hotelbetriebs Arbeitstrainings- und Berufliche Rehabilitationsmaßnahmen durchführt.
Der See ist nur zu Fuß zu erreichen. An das Straßennetz ist lediglich Tornow über eine Stichstraße angebunden, die über den Dorfkern Pritzhagens nach Norden zur Landesstraße 34 führt. Die Landesstraße bindet Pritzhagen quer durch den Naturpark Märkische Schweiz nach Westen über Bollersdorf an die Bundesstraße 168 und nach Nordosten über Reichenberg, Ringenwalde und Karlsdorf an die Bundesstraße 167 bei Altfriedland an. Die Ausflugslinie Märkische Schweiz A930 fährt das Dorf Pritzhagen im Öffentlichen Personennahverkehr an den beiden Wochenend- und Feiertagen von den Bahnhöfen Strausberg und Seelow aus an.

## Geomorphologie und Hydrologie

### Barnimhang zum Stobbertal

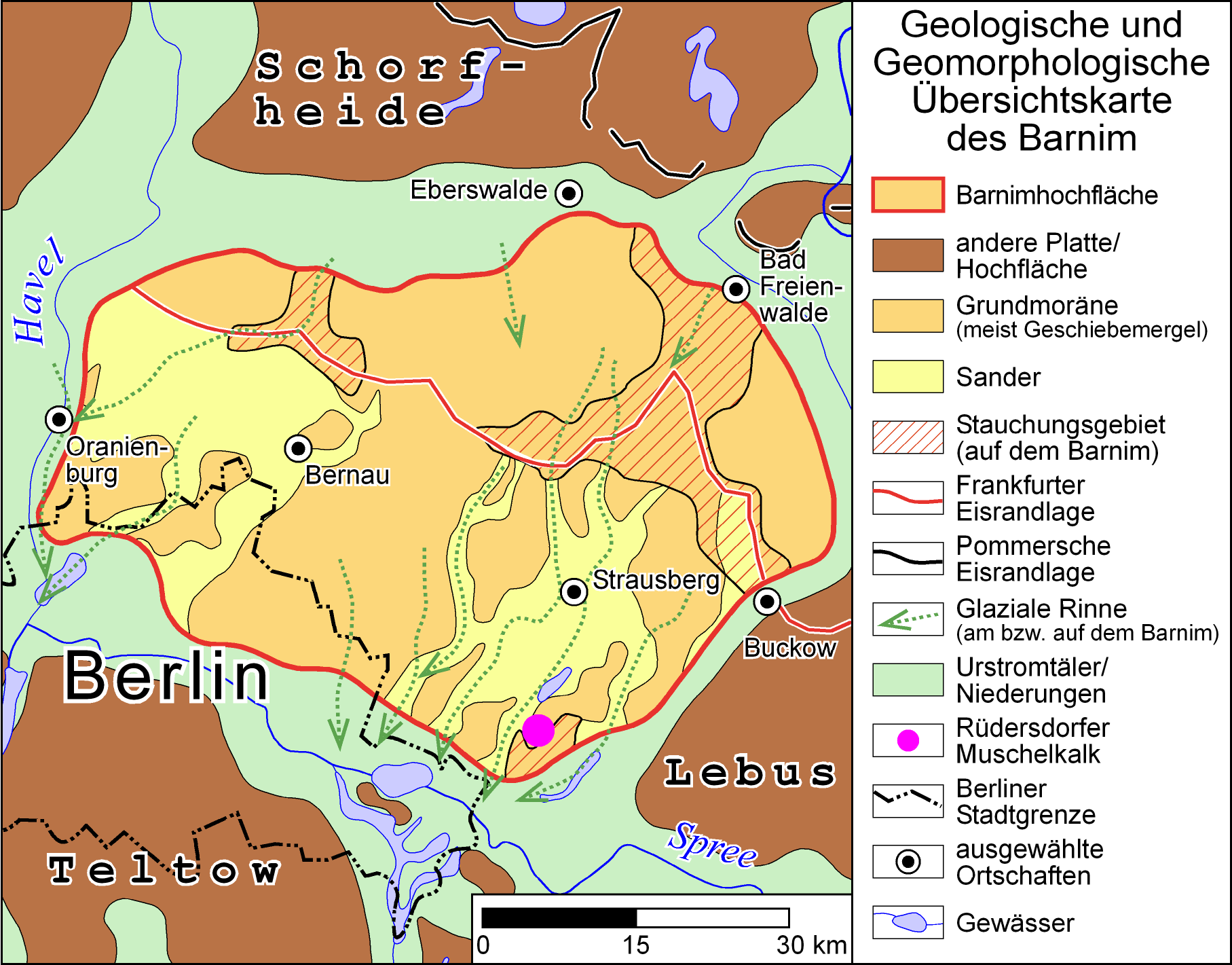
Geologische und Geomorphologische Übersichtskarte des Barnim

Der See liegt am Rande des Buckower Kessels, einem Teil der Buckower Rinne (auch: Löcknitz-Stobber-Rinne). Die glaziale Schmelzwasserrinne hat sich in den letzten beiden Phasen der Weichsel-Eiszeit zwischen dem von Toteis gefüllten Oderbruch und dem Berliner Urstromtal (heutiges Spreetal) herausgebildet und trennt die Barnimplatte von der Lebuser Platte. Die rund 30 Kilometer lange und zwei bis sechs Kilometer breite Rinne entwässert vom Niedermoor- und Quellgebiet Rotes Luch über Stobberbach/Löcknitz nach Südwesten zur Spree und über den Stobber nach Nordosten zur Oder.
Der südöstliche Barnimhang ist im Bereich der Tornowseen als Stauchmoräne ausgebildet, die während der saalezeitlichen Eisvorstöße durch eine zum Teil kräftige Stauchung (Störung) der älteren Sedimente im Untergrund des Barnim zwischen den auch heute noch besonders hoch gelegenen Freienwalder Höhen (auch als Wriezener Höhe bezeichnet) und dem Buckower Kessel entstand. Neben älteren eiszeitlichen Ablagerungen wurde großflächig Material aus dem Tertiär in die Stauchmoränen eingepresst. Auf einer derartigen tertiären Scholle befindet sich der Kleine Tornowsee auf einer Höhe von 36,7 Metern ü. NN – der westliche benachbarte Große See liegt, obwohl nur rund 250 Meter entfernt, 17 Meter tiefer. Das für Brandenburger Verhältnisse vergleichsweise reliefstarke Gebiet ist von tiefen Kehlen durchzogen. Die Kehlen, eine Besonderheit der Märkischen Schweiz, sind von Schmelzwässern in die südlichen Barnimhänge eingeschnittene Schluchten, die sich im sukzessive wärmer werdenden Klima durch Erosion vergrößert haben und heute trocken liegen. Oberhalb des Kleinen Tornowsees erstreckt sich eine der Kehlen, die Wolfsschlucht, bis unterhalb des Dachsberges (106 m ü. NN), dem nordwestlich der Krugberg folgt, mit 129 Metern die höchste Erhebung der Märkischen Schweiz. Als typische Toteisseen entstanden die Gewässer des Buckower Kessels, darunter der zentrale 137 Hektar große Schermützelsee, durch das Abschmelzen von Toteis und dem Nachsacken des darüber befindlichen Sedimentmaterials.

### Wolfsschlucht und Töpfergraben
Das Kerbtal Wolfsschlucht weist eine Länge von 250 und einen Höhenunterschied von 40 Metern auf. Die Tiefe der Kehle liegt bei durchschnittlich zwölf Metern. Durch Erosion lagerte sich am Ausgang des Trockentals ein rund 6.500 m² umfassender trompetenförmiger Schwemmfächer ab, der zum See mit einer rund zwei Meter hohen Stufe abbricht. 1670 wurde vom Südufer des Sees zum Stobber der Töpfergraben angelegt, der wahrscheinlich mit dem heute noch vorhandenen Graben identisch ist. Mit dieser Maßnahme sollte der Kleine Tornowsee tiefergelegt und nivelliert werden, um landwirtschaftliche Nutzflächen zu gewinnen. Bis zum Ende des 18. Jahrhunderts wurde dann über dem Nordufer des Sees Hopfen angebaut. Nach dem Rückgang des Hopfenanbaus und aufgrund der Schwierigkeiten, das Gelände von Überschüttungen freizuhalten, wurde das Gebiet anschließend wiederaufgeforstet.

## Naturschutz, Flora und Fauna

### Natura 2000, FFH-Gebiet, Europäisches Vogelschutzgebiet
Der Kleine Tornowsee ist Teil des kohärenten europäischen ökologischen Netzes besonderer Schutzgebiete Natura 2000. Unter den zehn FFH-Gebieten des Naturparks Märkische Schweiz zur Erhaltung der natürlichen Lebensräume sowie der wildlebenden Tiere und Pflanzen ist er dem FFH-Gebiet „Tornowseen-Pritzhagener Berge“ zugeordnet. Der Steckbrief des Bundesamtes für Naturschutz (BfN) enthält für das 682 Hektar umfassende Gebiet unter der Nummer 3450-306 folgende Beschreibung:

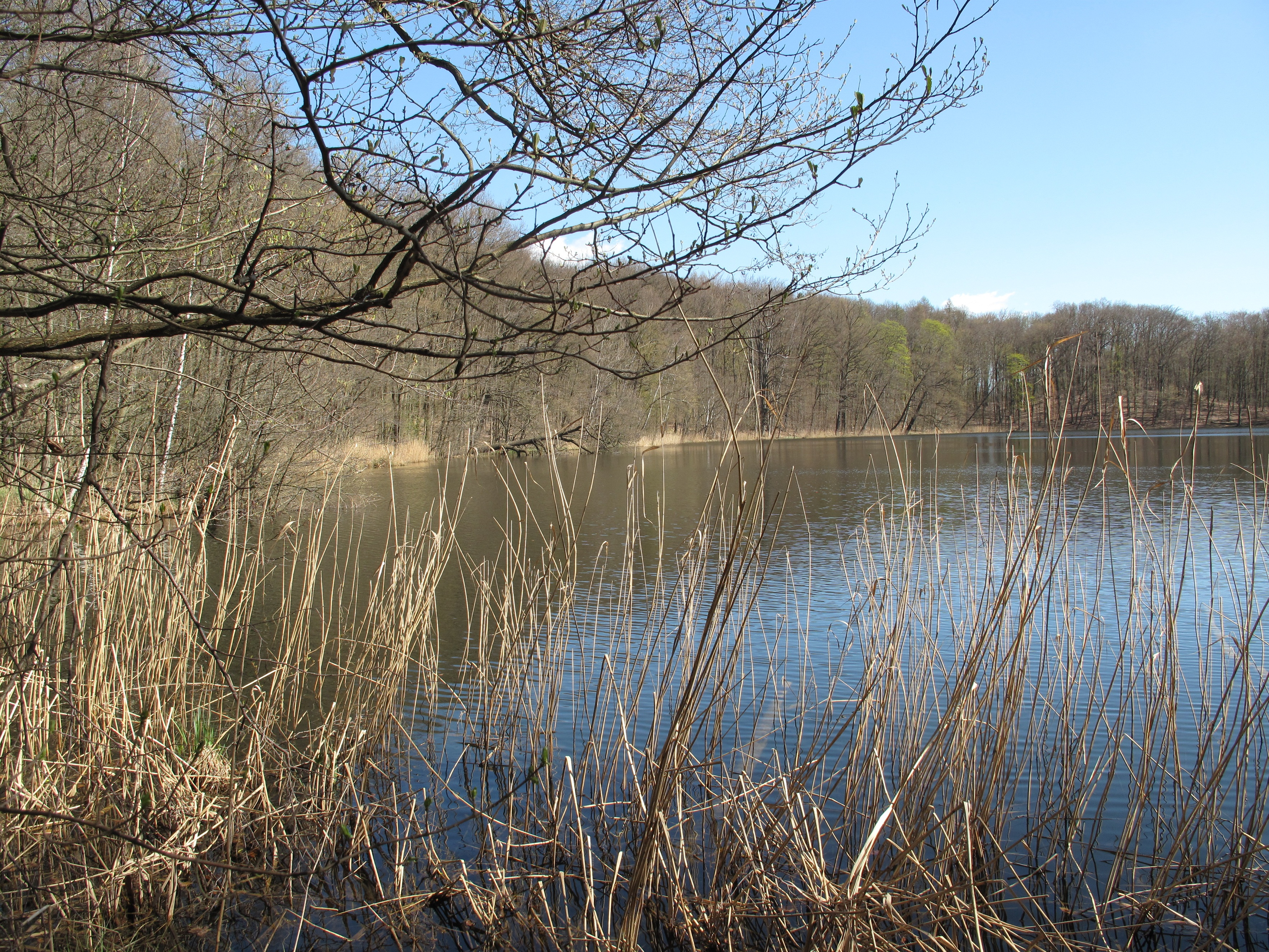
Der See mit seinem Waldgürtel im April 2011

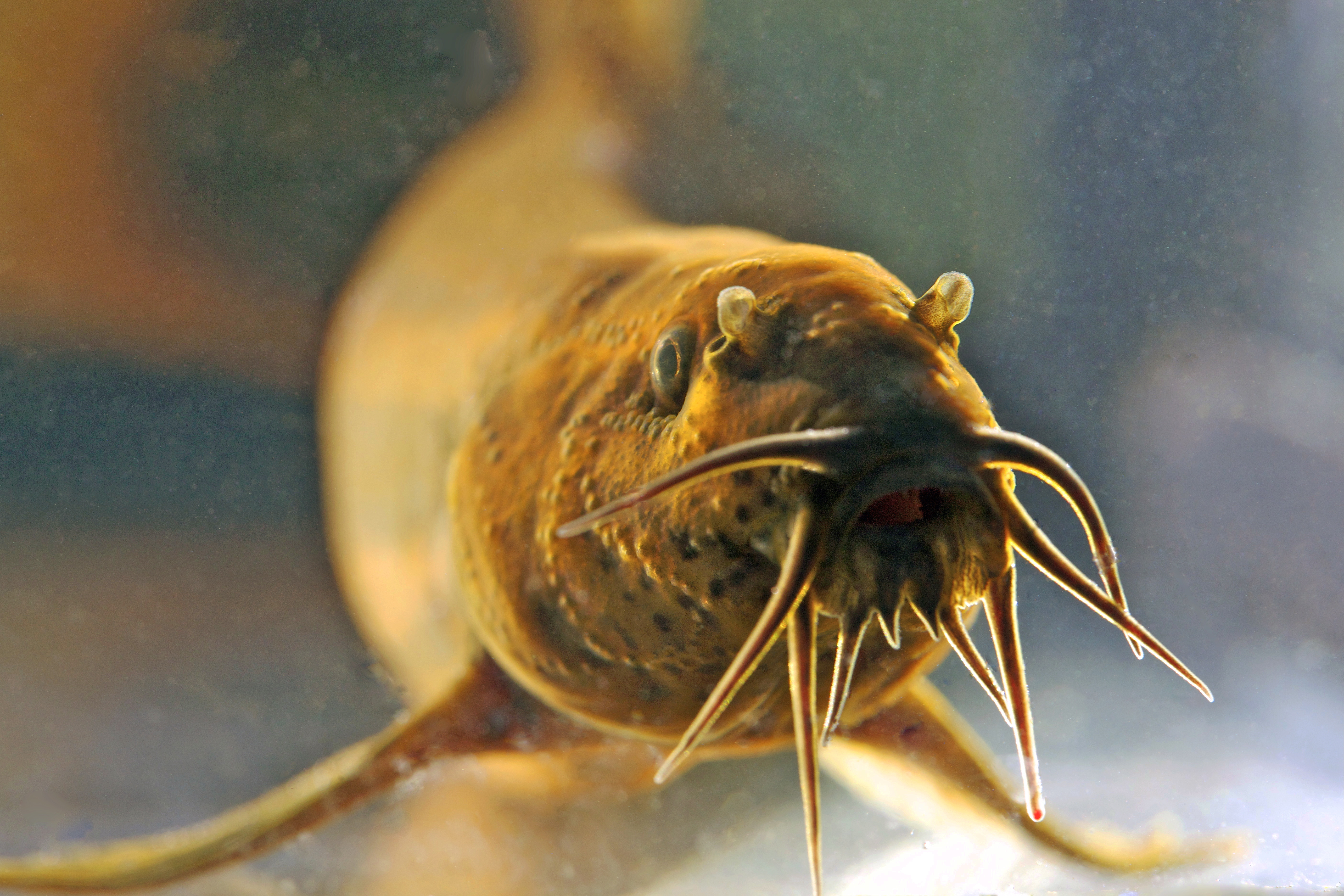
Der in Deutschland stark gefährdete Europäische Schlammpeitzger

„Reich strukturierter Stauch-Endmoränenkomplex mit ausgeprägten, in historischen Waldrodungsperioden entstandenen Kerbtälern, dem dystrophen Kleinen und dem eutrophen Großen Tornowsee, naturnahen Laubmischwäldern und dem naturnahen Sophienfließ.“

Das Gewässer gehört auf Basis der Richtlinie des Rates vom 2. April 1979 über die Erhaltung der wildlebenden Vogelarten zudem zum Europäischen Vogelschutzgebiet „Märkische Schweiz“, das im Übergangsbereich des Stobbertals zum Oderbruch im Europäischen Vogelschutzgebiet Altfriedländer Teich- und Seengebiet seinen ausgeprägtesten Sektor hat. Südlich des Sees beginnt zudem das besonders ausgewiesene Naturschutzgebiet Stobbertal, das von der Güntherquelle bei Buckow bis zu den Karlsdorfer Teichen verläuft.

### Pflanzen und Pflanzengemeinschaften
Unter den Lebensraumtypen listet der FFH-Steckbrief folgende Pflanzen- beziehungsweise Waldgesellschaften auf: Schlucht- und Hangmischwälder (Code 9180; Tilio-Acerion), Erlen-Eschen- und Weichholzauenwälder (91E0), Labkraut-Eichen-Hainbuchenwälder (9170, Galio-Carpinetum), Sternmieren-Eichen-Hainbuchenwälder (9160; Stellario-Carpinetum) und Fließgewässer mit flutender Wasservegetation (3260). Die Silberkehle weist einen besonders hohen Anteil an Rotbuchen auf. Den reich strukturierten Laubwald prägen ferner Stiel- und Traubeneichen, Blutbuchen und Robinien sowie an den etwas feuchteren Standorten Ulmen-, Ahorn- und Lindenarten. Am Boden finden sich nach der Bundesartenschutzverordnung (BArtSchV) in Deutschland besonders geschützte Leberblümchen sowie Gelbe Anemonen, Bachkraut, Wiesenprimel und Großblütiges Springkraut. Eine besondere Rolle für die Ökologie spielen die reichen Totholzbestände.

### Tiere
Im Kleinen Tornowsee kommen laut Roter Liste Brandenburg die im Bestand zurückgehenden Aale und Zander vor. Vereinzelt leben zudem Hechte im Gewässer. Hauptfischarten sind Karpfen, Güstern, Barsche, Rotauge, Rotfeder, Schleie und Ukelei. Der FFH-Steckbrief listet zudem den Europäischen Schlammpeitzger auf, der in der Roten Liste Deutschland in der Kategorie 2 stark gefährdet, in Brandenburg in der Kategorie 3 gefährdet eingestuft ist.
Durch die Wälder streifen Rehe, Schwarzwild und Füchse sowie seit den 2000er-Jahren zunehmend auch Marderhunde und die Neozoen Waschbären und Minks. Unter den zu schützenden Säugetieren führt der FFH-Steckbrief den Fischotter und die Mopsfledermaus an. Beide Tiere zählen laut Roter Liste in Brandenburg zu den vom Aussterben bedrohten Arten. Über den Schutz der reichen Fledermausvorkommen im Naturpark informiert das nordöstlich des Sees gelegene Fledermaus-Museum Julianenhof. In der Amphibien-Biozönose nimmt das Vorkommen des Nördlichen Kammmolchs einen besonderen Stellenwert ein. Der Wassermolch aus der Ordnung der Schwanzlurche ist nach dem Bundesnaturschutzgesetz (BNatSchG) streng geschützt und auch die Fauna-Flora-Habitat-Richtlinie führt ihn im Anhang II als streng zu schützende Art, für die eigens Schutzgebiete auszuweisen sind. In Brandenburg gilt er als stark gefährdet.

## Der Kleine Tornowsee bei Fontane
Theodor Fontane widmete den Seen und ihrer Umgebung in den Wanderungen durch die Mark Brandenburg (Band 2, Oderland, 1863) das Kapitel Der Große und Kleine Tornow-See. Nach seinem Weg durch Bollersdorf und Pritzhagen steigt er vom Dachsberg, der auf einer Höhe von 106 Metern über dem See liegt, hinab zum Gewässer:

„Von der Kuppe des Hügels herab überblickt man nur den kleineren See; Baumpartien fassen ihn ein und beschränken die weitere Fernsicht. […] Der kleine Tornow ist einer jener »Teufelsseen«, denen man in der Mark, an den Abhängen der Hügel, so oft begegnet. Ihr Name bezeichnet ihren Charakter. Das Wasser ist schwarz, dunkle Baumgruppen schließen es ein, breite Teichrosenblätter bilden einen Uferkranz und die Oberfläche bleibt spiegelglatt, auch wenn der Wind durch den Wald zieht. Es ist, als hätten diese dunklen Wasser einen besonderen Zug in die Tiefe und als stünden sie fester und unbeweglicher da, als andere. So ist auch der kleine Tornow einer von jenen Seen, an denen Sage und Märchen am liebsten verweilen und von Prinzessinnen erzählen, die in der Johannisnacht aus dem dunklen Wasser steigen und mit Silberrosen im Haar freundlich-traurig am Ufer sitzen.“